# Карицкий, Сергей Демьянович
Сергей Демьянович Карицкий (22 октября [5 ноября] 1913, д. Мудровка, Минская губерния — 20 сентября 1944, Ольховец, Люблинское воеводство, Польша) — командир сабельного эскадрона 4-го гвардейского кавалерийского Краснознамённого полка 2-й гвардейской кавалерийской Крымской дважды Краснознамённой ордена Богдана Хмельницкого дивизии имени Совета Народных комиссаров Украинской ССР 1-го гвардейского кавалерийского корпуса 38-й армии 1-го Украинского фронта, гвардии старший лейтенант административной службы.

## Биография
Родился в белорусской крестьянской семье. C 1938 г., по окончании Воронежского зоотехнического института, работал старшим зоотехником совхоза «Первомайский» (Руднянский район Смоленской области).
В 1939 г. был призван в Красную Армию, служил в Южно-Уральском военном округе.
С июня 1941 г. — в боях Великой Отечественной войны: на Юго-Западном, Воронежском и 1-м Украинском фронтах. В 1942 г. вступил в ВКП(б). Участвовал в освобождении Луцка (2.2.1944), Бродов (17.7.1944), Пшемысля (27.7.1944). Командовал сабельным эскадроном 4-го гвардейского кавалерийского Краснознамённого полка (2-я гвардейская кавалерийская дивизия, 1-й гвардейский кавалерийский корпус, 38-я армия, 1-й Украинский фронт).
В бою за выход на чехословацкую границу 19-20 сентября 1944 года его эскадрон первым ворвался в населённый пункт Поляны (юго-западнее польского города Дукля), захватил две вражеские батареи, семь автомашин с военным грузом, уничтожил более семидесяти гитлеровцев. Эскадрон трижды вступал в рукопашный бой, отбил десять контратак и обратил неприятеля в бегство. В этом бою 20 сентября С. Д. Карицкий погиб; остался на поле боя в районе населённого пункта Ольховец.
Указом Президиума Верховного Совета СССР от 10 апреля 1945 года за образцовое выполнение боевых заданий командования на фронте борьбы с немецко-фашистскими захватчиками и проявленные при этом мужество и героизм гвардии старшему лейтенанту Карицкому Сергею Демьяновичу посмертно присвоено звание Героя Советского Союза.
Исключён из списков Красной армии приказом Главного управления кадров Народного комиссариата обороны СССР по личному составу армии от 6 декабря 1944 года № 03898/пог.

## Награды
- Медаль «Золотая Звезда» Героя Советского Союза (10.4.1945, посмертно);
- орден Ленина (10.4.1945, посмертно);
- орден Красного Знамени;
- орден Отечественной войны 2-й степени;
- орден Красной Звезды;
- медали.

## Память
- Имя С. Д. Карицкого носят улицы в Минске и в посёлке Ратомка Минского района.
- На улице Карицкого в Минске установлена мемориальная доска.
- Личный архивный фонд Карицкого Сергея Демьяновича (1913—1944) хранится в Белорусском Государственном музее истории Великой Отечественной войны (отд. 2, 5 ед. хр., 1944—1951).